# Réti pöfeteg
A réti pöfeteg (Lycoperdon lividum) a csiperkefélék családjába tartozó, Európában elterjedt, füves területeken élő, ehető gombafaj. Egyéb elnevezései: gesztenyebarna pöfeteg, gyökeres pöfeteg, szürkésbarna bimbóspöfeteg.

## Megjelenése
A réti pöfeteg termőteste 2-4 cm magas, 1-2,5 cm széles, körte formájú, felülről kissé benyomott lehet. Színe fiatalon fehéres-szürkés, később okkerszínű, idősen barnás. Külső burkának felszíne elszórtan tüskés-szemcsés, a tüskék inkább a termőtest alján találhatók, idővel lekopnak. Szárazon felrepedezhet. A belső burok sima, eleinte közben szürkés, éretten okkerbarna. A tönkszerű meddő (nem spóratermő) rész sejtes-kamrás, alján gyakran fehéres, gyökérszerű micéliumzsinór található.
Húsa (gleba) fiatalon fehér és kemény, majd a spórák érésével olívbarnára, feketésbarnára, porszerűvé változik. Íze és szaga nem jellegzetes.
Spórapora sötét olívbarna. Spórája gömb alakú, felszíne finoman szemcsés, mérete 3,5-5 µm. 

### Hasonló fajok
Hasonlít hozzá a szélesszájú pöfeteg (melynek termő és meddő részét pergamenszerű hártya választja el egymástól) és a szürke pöfeteg (amelynek nincs meddő része).  

## Elterjedése és termőhelye
Európában honos. Magyarországon gyakori. 
Legelőkön, réteken nő, inkább tápanyagban szegény, homokos, meszes vagy semleges kémhatású talajon. Júniustól szeptemberig terem. 
Fiatalon ehető.   